# Mazyr
Mazyr (někdy i Mozyr, bělorusky Мазы́р), je město v jižním Bělorusku v Homelské oblasti, 235 km jihovýchodně od Minsku a 45 km severně od ukrajinské hranice. Centrum města je na pravém břehu řeky Pripjať, na které se nachází i největší běloruský přístav. V roce 2009 zde žilo přes 108 000 obyvatel. Celá městská oblast včetně Kalinkavičy měla okolo 150 000 obyvatel. V Mazyru je jedna ze dvou ropných rafinerií v zemi. Ropovod Družba, vedoucí z Ruska, se zde rozdvojuje na větev směřující do Polska a druhou na Ukrajinu. Do Druhé světové války zde žila početná židovská menšina. V roce 1897 mělo město okolo 8 000 obyvatel, z nich 70 % tvořili Židé.

## Historie
Před rokem 1142 byly v místech dnešního města dva ortodoxní kláštery: ženský svaté Paraskevy a mužský svatého Petra a Pavla. Městská práva Mazyru udělil král Zikmund III. Vasa a od roku 1782 bylo městem královským. V roce 1793, po druhém dělení Polska, se Mazyr stal součástí Ruska.
V roce 1880 bylo město napojeno na železniční síť a společně s celým regionem začalo hospodářsky růst. Od února do prosince 1918 bylo okupováno německou armádou a od 5. března do 29. června 1920 zase Poláky.
Za druhé světové války, od 22. srpna 1941 do 14. ledna 1944, bylo město okupováno Německem. Byl zde postaven "tábor smrti", ve kterém zahynulo 4 700 lidí. Ve dnech 8. a 9. ledna 1942 se 5. rota 102. pěšího pluku slovenské Zajišťovací divize zúčastnila, pod vedením nadporučíka Ladislava Kleinerta, akce, při které úkolem slovenské jednotky bylo obklíčit Mazyr a zabránit komukoli město opustit. Němečtí policisté pak v těchto dnech ve městě vraždili Židy.
V roce 1954 bylo město začleněno do Homelské oblasti. V srpnu 1988 byla dána do provozu tramvajová linka dlouhá 20 km.
Před rokem 1989 byl Mazyr partnerským městem Strakonic, které měly po Mazyru pojmenovánu jednu ulici. V červenci 1990 byla přejmenována na Na Ohradě.

## Partnerská města
- Severodvinsk, Rusko